# Sīsāb
Sīsāb (persiska: سیساب) är en ort i Iran.   Den ligger i provinsen Nordkhorasan, i den nordöstra delen av landet, 600 km öster om huvudstaden Teheran. Sīsāb ligger 981 meter över havet och antalet invånare är 572.
Terrängen runt Sīsāb är huvudsakligen kuperad. Sīsāb ligger nere i en dal. Runt Sīsāb är det ganska tätbefolkat, med 75 invånare per kvadratkilometer. Närmaste större samhälle är Ţarāqī Tork, 14,5 km sydväst om Sīsāb. Omgivningarna runt Sīsāb är i huvudsak ett öppet busklandskap.